# Boxing Legends of the Ring
Boxing Legends of the Ring (Chavez II sur Super Nintendo) est un jeu vidéo de boxe anglaise et de combat sorti en 1993 sur Mega Drive et Super Nintendo. Le jeu a été développé par Sculptured Software et édité par Electro Brain.